# Анна (ненґо)
Анна (яп. 安和 — анна, «спокійна гармонія») — ненґо, девіз правління імператора Японії з 968 по 970 роки.

## Походження
Взято з класичного твору «Лі цзі» (礼記): «Основа управління людьми в давнину — це політика гармонії, яку [несе] заспокійлива музика» (是故治世之音、安以楽其政和).

## Хронологія
- 2 рік （969）— невдала спроба державного перевороту родом Мінамото. Встановлення фактичної диктатури роду Фудзівара при дворі завдяки цьому інциденту.

## Порівняльна таблиця
| Роки Анна               | 1    | 2    | 3    |
| Григоріанський календар | 968  | 969  | 970  |
| Китайський календар     | 戊辰 | 己巳 | 庚午 |